# Acacia tortilis
Acacia tortilis és un arbre espinós, caducifoli i hermafrodita, de la família de les lleguminoses.

## Descripció

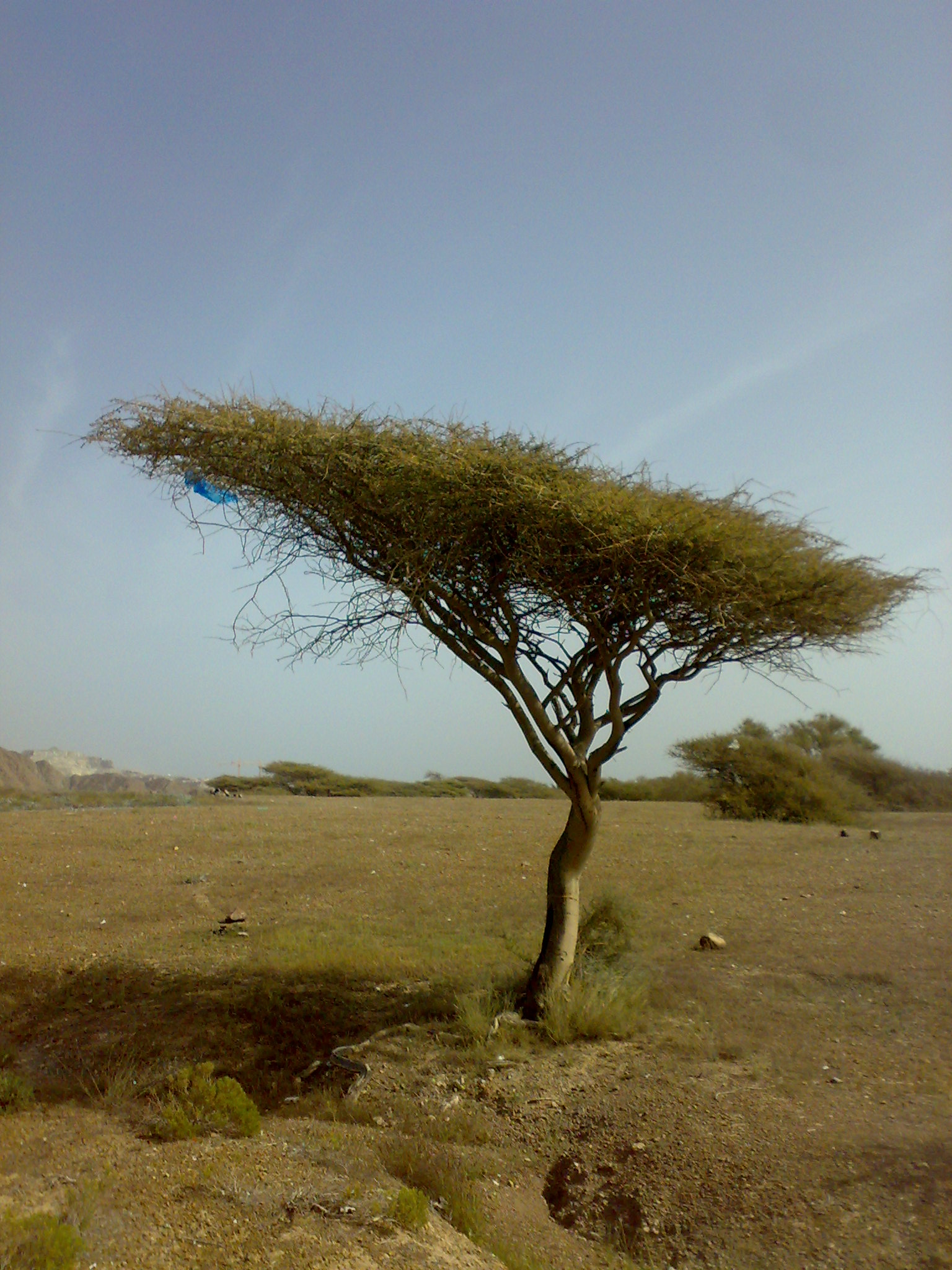
Al seu hàbitat

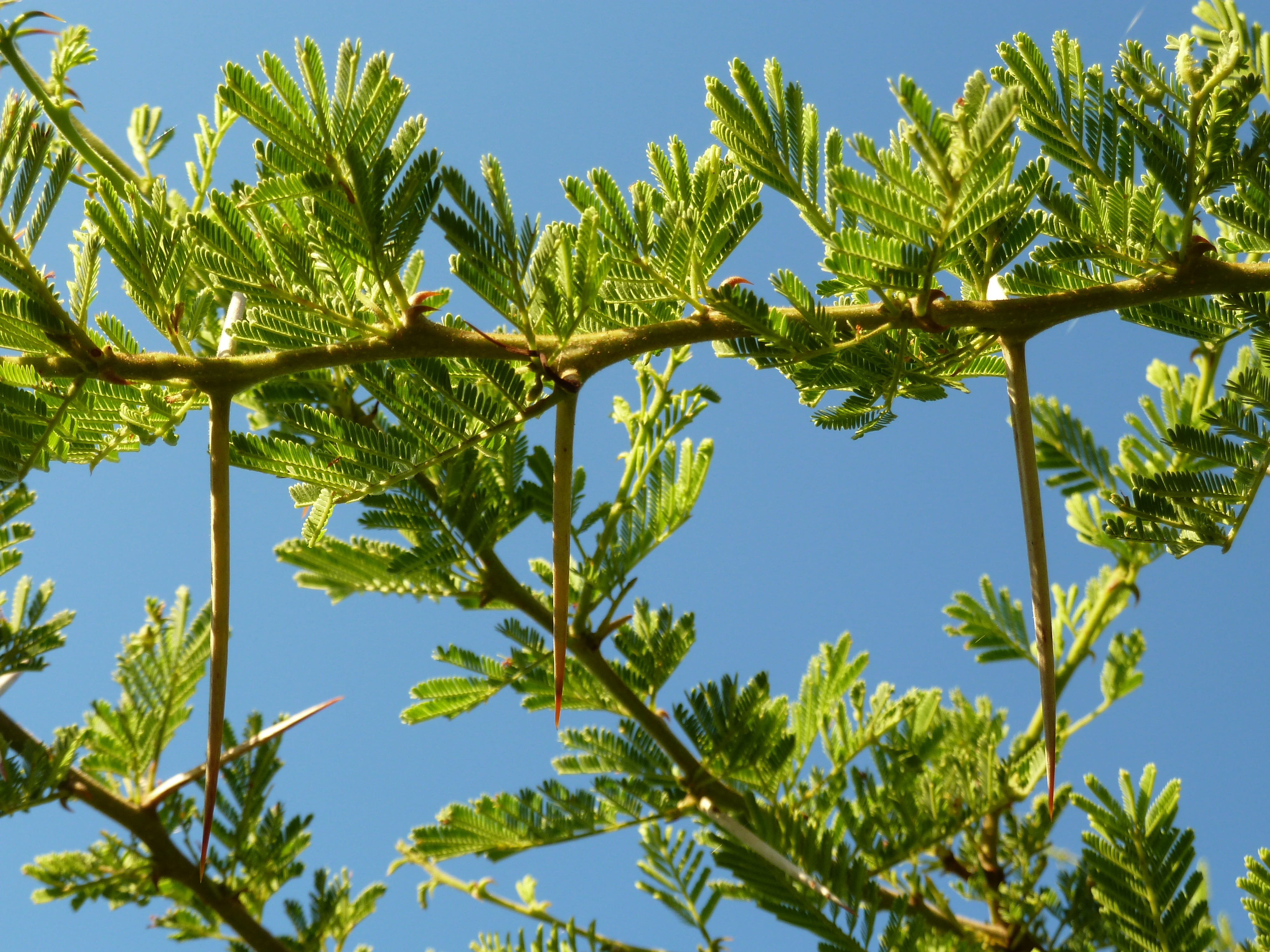
Fulles

Mesura fins a 14 m d'alçada i el seu port té una forma més o menys de para-sol. Tronc ben definit, recte o una mica tortuós, de fins a 1 m de diàmetre, amb una escorça que es desprèn en escames allargades. Branques esteses molt ramificades. Espines en parelles, rectes. Fulles alternes, bipinnades. Inflorescència axil·lar en capítols globosos, grocs o blanc groguencs, solitaris o en petits grups. Calze campanulat. Corol·la tubular-campanulada groguenca. Estams molt nombrosos. El fruit és un llegum allargat. Llavors marró-negroses. Floreix al final de l'estiu i, a vegades, també a l'hivern.

## Distribució i hàbitat
L'espècie apareix aquí i allà per tot Àfrica i sud-oest d'Àsia. Viu a les planes, pendents suaus i depressions del terreny en zones semidesèrtiques i desèrtiques de clima no gaire extrem. Als massissos muntanyencs saharians puja fins als 2.000 m.

## Taxonomia
L'Acacia tortilis va ser descrita per (Forssk.) Hayne i publicada en Getreue Darstellung und Beschreibung der in der Arzneykunde Gebräuchlichen Gewächse 10: pl. 31. 1825.

### Etimologia
- Acacia: nom genèric derivat del grec ακακία (akakia), que va ser atorgat pel botànic grec Dioscòrides (aC 90-40) per a l'arbre medicinal A. nilotica, en el seu llibre De Materia Medica.[2] El nom deriva de la paraula grega ακις (akis, 'espines').[3]
- tortilis: epítet llatí que significa 'amb fulles retorçades'.[4]

#### Varietats
- Acacia tortilis subsp. heteracantha (Burch.) Brenan
- Acacia tortilis subsp. raddiana (Savi) Brenan
- Acacia tortilis subsp. spirocarpa (A. Rich.) Brenan

#### Sinonímia
- Mimosa tortilis Forssk.[5]